# Ortheziolacoccus benedictyae
Ortheziolacoccus benedictyae  (лат.) — вид мелких пластинчатых червецов семейства Ortheziidae. Эндемик восточной Африки.

## Распространение
Африка: Танзания (на высоте 2110 м) и Коморские острова.

## Описание
Мелкие пластинчатые червецы. Сверху спина самок покрыта белыми восковыми пластинками. Обнаружены на листьях, питаются соками растений. Этот вид сходен с видами O. fercsii, и O. williamsi по наличию узкой области в дорзомедиальной части груди и брюшка и по наличию треугольных восковых пластинок на задних двух парах ног. Вид был впервые упомянут под эти названием в 1999 году венгерскими энтомологом Ференцем Кошаром (Ferenc Kozáry), а научно описан в 2000 году и назван в честь энтомолога Сюзанны Кончне Бенедикти (Zsuzsanna Konczné Benedicty; Plant Protection Institute, Centre for Agricultural Research, Hungarian Academy of Sciences, Будапешт, Венгрия). Таксон включён в состав рода Ortheziolacoccus Kozár, 2004 вместе с видами O. angolaensis, O. barrosmachadoi, O. demeteri, O. fercsii, O. ethiopiensis, O. giliomeei, O. jermyi, O. madecassa, O. mahunkai, O. millari, O. multisetosus, O. nelliae, O. saringeri, O. williamsi и другими.